# عقد 50 هـ
عقد 50 هـ هو الفترة بين عام 50 إلى 59 في التقويم الهجري، أي العشر سنوات السادسة من القرن الأول الهجري.